# Panigale V4
De Panigale V4 is een motorfiets van het merk Ducati.
De panigale V4 is een sportmotor met een 1.103 cc desmodromische 90° V4-motor. De motor is geïntroduceerd in 2018, en is vernoemd naar de Italiaanse stad Borgo Panigale. Dit is ook waar de motor geproduceerd wordt.

## Productie
De panigale V4 is gemaakt omdat Ducati racefuncties wou combineren met een duurzame motor en goede berijdbaarheid. Er wordt daarom ook een MotoGP motor gebruikt uit 2015. Ducati heeft er wel voor gekozen om zelf het frame te maken en niet dat van MotoGP te gebruiken.

## Motor
De Panigale v4 heeft een 1.103 cc desmodromische 90° V4-motor. De motor wordt omgeven door een conventioneel aluminium omtrekframe. In tegenstelling tot de meeste straatmotoren draait de motor van de Panigale in de tegengestelde richting van de wielen, dit werkt het gyroscopische effect tegen waardoor de kracht die nodig is om de hellingshoek van de motor te veranderen wordt verminderd. De motor wordt verder naar achter gedraaid zodat het scharnier van de achterbrug is gekoppeld aan de achterste cilinders.

## Rijwielgedeelte

### Frame
De Panigale V4 is uitgerust met een licht frame van magnesium.

### Wielophanging
Aan de voorkant wordt er een Showa telescopische vork gebruikt. Aan de achterkant wordt er een enkelzijdige aluminium achterbrug en er worden ook Sachs-schokken gebruikt.

### Remmen
Aan de voorkant zijn er 330 mm semi-zwevende schijven. Aan de achterkant wordt er gebruik gemaakt van een 245mm schijf.

### Varianten
Panigale V4 SDe panigale V4 S is een meer prestatiegerichte versie van de Panigale V4. De Panigale V4 S heeft een Ohlins wielophanging. De bestuurder kan deze elektronisch aanpassen of instellen op de sport-, race- of straatmodi. De motor heeft ook een lichte lithium batterij en aluminium velgen waardoor het gewicht van de motor minder is.
Panigale V4 SpecialeDe panigale V4 Speciale heeft alle opties van de Panigale V4 S. De Panigale V4 Speciale voegt hier nog verstelbare voetzolen, een Alcantara getrimd zadel, carbon spatborden, een data-analyse systeem en een race tankdop aan toe. Het heeft ook een titanium uitlaat en racekit. Dit verhoogt het vermogen met 166.3 kW.
Panigale rDe Panigale R gebruikt tegenover de Panigale V4 S een motor van 998 cc om te voldoen aan de WSBK regels. De motor heeft 162 kW (217 pk) met een drooggewicht van 172 kg en leeggewicht van 193 kg. Dit maakt de Panigale R de krachtigste straatlegale productiemotor ter wereld. En het frame is herwerkt en het scharnier van de achterbrug kan worden aangepast.